# アンドレ・テシネ
アンドレ・テシネ （André Téchiné, 1943年3月13日 - ） は、フランスの映画監督、脚本家。

## 来歴
1943年3月13日、タルヌ＝エ＝ガロンヌ県ヴァランス＝ダジャンで生まれた。
高等映画学院を卒業後、1964年からの3年間、『カイエ・デュ・シネマ』誌で映画批評家として働いた。
1965年、短編ドキュメンタリー『Les oiseaux anglais』を製作し、映画監督として活動を開始。
1969年にはビュル・オジエを主演に迎え、精神を病んだ女性を描いていた初の長編『去り行くポリーナ』Paulina s'en vaを製作したが、映画祭出品後は、1975年までお蔵入りとなっていた。
その後、舞台演出、助監督、脚本家として活動していたが、1975年のジャンヌ・モロー、マリー＝フランス・ピジエ共演で評判となった「フランスでの思い出」で監督として再び活動を本格化。
以来、イザベル・アジャーニ、イザベル・ユペール、カトリーヌ・ドヌーヴ、ジュリエット・ビノシュ、サンドリーヌ・ボネール、エマニュエル・ベアール、エロディ・ブシェーズ、キャロル・ブーケ、アデル・エネルといったフランスを代表する女優たちを次々とヒロインにした意欲作を次々発表している。
1985年に『ランデヴー』で第38回カンヌ国際映画祭監督賞を受賞。1994年には『野性の葦』でセザール賞作品賞・監督賞・脚本賞とルイ・デリュック賞を受賞した。

## 監督作品
- Les oiseaux anglais （1965年） 短編ドキュメンタリー
- Le banquet （1968年） 短編
- 去り行くポリーナ　Paulina s'en va （1969年）シネクラブ上映
- Michel, l'enfant-roi （1972年） テレビシリーズ
- フランスでの思い出 Souvenirs d'en France （1975年）特殊上映
- バロッコ Barocco （1976年）
- ブロンテ姉妹 Les Sœurs Brontë （1979年）
- 海辺のホテルにて Hôtel des Amériques （1981年）
- マチュウエットまたはふるさと La Matiouette ou l'Arrière-pays （1983年）映画祭・シネクラブ上映
- ランデヴー Rendez-vous （1985年）
- L'atelier （1985年） テレビ・ドキュメンタリー
- 夜を殺した女 Le Lieu du crime （1986年）VHSリリース、2016年TV5MONDEで放映
- イノセンツ Les Innocents （1987年）京都国際映画祭上映
- 深夜カフェのピエール J'embrasse pas （1991年）
- 私の好きな季節 Ma saison préférée （1993年）
- かしの木と葦 Le chêne et le roseau （1994年） テレビ・シリーズ「Tous les garçons et les filles de leur âge... 」の一話
- 野性の葦 Les roseaux sauvages （1994年）(「かしの木と葦」の劇場編集版)
- 夜の子供たち Les voleurs （1996年）
- 溺れゆく女 Alice et Martin （1998年）
- Loin （2001年）
- かげろう Les égarés （2003年）
- Les Temps qui changent （2004年）
- 証人たち Les témoins （2007年）シネクラブ上映
- La fille du RER （2009年）
- 許されぬ人たち Impardonnables （2011年）2014年TV5MONDEで放映
- 愛しすぎた男 37年の疑惑 L'homme que l'on aimait trop（2014年）2016年6月16日にWOWOWで放映された際のタイトルは『ニースの疑惑 カジノ令嬢失踪事件』[1]
- Quand on a 17 ans （2016年）
- 見えない太陽 L'Adieu à la nuit （2019年）

## 脚本のみ
- Transatlantique （大西洋の向こう側で） Transatlantique （1996年）シネフィル・イマジカで放映
- ビーチ・カフェ Café de la plage （2001年）シネフィル・イマジカで放映